# حسن‌آباد (مشکان)
حسن آباد روستایی در دهستان مشکان بخش مشکان شهرستان نی‌ریز استان فارس می‌باشد.